# فقوع (الكرك)
فقوع منطقة سكنية تقع في لواء فقوع، محافظة الكرك في الأردن. تنتمي المنطقة لقضاء فقوع الذي يضم 6 مناطق. يقدر عدد سكانها بـ 7300 نسمة حسب إحصاء 2015.

## الوصلات الخارجية
- دائرة الاحصاءات العامة
- | أيقونة بذرة | هذه بذرة مقالة عن موضوع عن تجمع سكني أردني بحاجة للتوسيع. فضلًا شارك في تحريرها. |